# باول بي. باركر
باول بي. باركر (بالإنجليزية: Paul B. Parker)‏ هو مدرب كرة سلة أمريكي، (ولد في غرينتاون في الولايات المتحدة 1898 – 1960 م).